# یان کات
یان کات (انگلیسی: Jan Kott‏؛ ۲۷ اکتبر ۱۹۱۴ – ۲۳ دسامبر ۲۰۰۱) نویسنده، مترجم، منتقد ادبی، و روزنامه‌نگار اهل لهستان بود. او نزدیک به یک دهه بعد از قدرت گرفتن اتحاد جماهیر شوروی، طرفدار اصلی استالینیسم لهستان بود، کات در سال ۱۹۵۷ از عضویت در حزب کمونیست به خاطر اکتبر ۱۹۵۶ لهستان کنار گذاشته شد. او در سال ۱۹۶۵ به آمریکا رفت. او به خاطر تاثیرگذاری‌هایی که در تولیدات غربی مربوط به شکسپیر در نیمه دوره قرن بیستم داشته‌است شناخته شده‌است.